# Tibor Kalman
Tibor Kalman, született Kálmán Tibor (Budapest, 1949. július 6. – Puerto Rico, 1999. május 2.) magyar származású amerikai grafikus, a Colors magazin főszerkesztője.

## Korai évek
Budapesten született, de családjával együtt 1956-ban az Amerikai Egyesült Államokba emigrált. Poughkeepsie-ben, New York államban telepedtek le. A New York Universityn tanult újságírást, amit egy év után ott hagyott.

## Karrier
Az 1970-es években abban a kis New York-i könyvesboltban dolgozott, amelyből a Barnes & Noble lett, ahol később ő lett a belső dizájnnal foglalkozó részleg vezetője. 1979-ben Carol Bokuniewiczcal és Liz Trovatóval közös vállalkozást indított M & Co. néven, ami széles ügyfélkörrel rendelkezett, közéjük tartozott a Talking Heads zenekar is. Kalman az 1990-es évek elején az Interview magazin kreatív igazgatójaként is dolgozott.
1990-ben lett a Benetton által szponzorált Colors magazin alapító főszerkesztője. 1993-ban megszüntette az M & Co. nevű vállalatát és Rómába költözött, hogy kizárólagosan a magazinnak dolgozhasson. A Colors magazin fő témái a multikulturalizmus, valamint a globális tudatosság. Ezeket a témákat merész grafikai dizájnnal, merész tipográfiával és manipulált képekkel jelenítették meg, olyan jelentős személyek, mint a pápa vagy Erzsébet királynő faji kisebbségként történő ábrázolásával. 

## Későbbi élete
Kalman maradt a fő kreatív erő a Colors magazin mögött, egészen addig, amíg 1995-ben bőrrákja miatt elhagyta a magazint és visszaköltözött New Yorkba. 1997-ben újra megnyitotta az M & Co.-t, ahol egészen haláláig dolgozott. 1999-ben Puerto Ricóban hunyt el, röviddel Tiboricity című, a San Francisco Museum of Modern Art által szervezett, grafikai munkáiról szóló retrospektív kiállításának megnyitója előtt. Munkásságáról 1999-ben Tibor Kalman: Perverse Optimist címen a Princeton Architectural Press kiadásában könyv jelent meg. 

## Magánélete
1981-től házas, felesége az izraeli születésű amerikai illusztrátor és szerző Maira Kalman.

## Hatása
Az M&Co. hatása még mindig jelentős Tibor Kalmannak és más dizájnereknek köszönhetően, mint Stefan Sagmeister, Stephen Doyle, Alexander Isley, Scott Stowell, Emily Oberman, akikkel együtt dolgozott, és akik saját dizájnstúdióikban folytatták a munkát New Yorkban. Kalman tagja volt az Alliance Graphique Internationale-nek (AGI) és egyike volt a First Things First 2000 aláíróinak. 

## Fordítás
- Ez a szócikk részben vagy egészben  a   Tibor Kalman című angol Wikipédia-szócikk ezen változatának fordításán alapul.  Az eredeti cikk szerkesztőit annak laptörténete sorolja fel. Ez a jelzés csupán a megfogalmazás eredetét és a szerzői jogokat jelzi, nem szolgál a cikkben szereplő információk forrásmegjelöléseként.